# Dendronephthya thuja
Dendronephthya thuja is een zachte koraalsoort uit de familie Nephtheidae. De koraalsoort komt uit het geslacht Dendronephthya. Dendronephthya thuja werd in 1909 voor het eerst wetenschappelijk beschreven door Henderson. 